# Varoški amarcord

Varoški amarcord  je hrvatska dokumentarna serija u četiri nastavka. U četirima nastavcima prikazane su gradske četvrti imena Varoš iz četiriju dalmatinskih gradova: Šibenika, Splita, Zadra i Sinja. Prikazane su s točke gledišta živopisnih junaka, od lokalno poznatih do osoba koji su poznati diljem Hrvatske i šire. Ispripovijedana su sjećanja na djetinjstvo djetinjstvo i život u gradu u kojem su odrasli. Povijesno obuhvaća sjećanja od prije svjetskih ratova pa sve do danas, pripovijedajući pomak od siromašnih četvrti ali iznimno žive, slikovite i duhovite kao iz Fellinijevih filmova, četvrti kojesu dale ljude koji su "pravi felinijevski likovi, oriđinali, ali i genijalci, luzeri i životni pobjednici, svi oni sabijeni u tijesnim kalama, kućama i zajedničkim odrastanjima".
Redatelji su Ivan Živković i Zvonimir Rumboldt. Živković je režirao šibensku, zadarsku i sinjsku epizodu, a Rumboldt splitsku. Producent i scenarist je Ivan Živković. Produkcijske kuće su Behemoth i HRT. Direktor fotografije je Tomislav Krnić. Montažer je Marko Šuvak Martinović Bik. Oblikovanje zvuka: Zoran Vinčić.
U prvoj epizodi, premijerno emitiranoj na HRT-u 16. rujna 2018., prikazan je šibenski Varoš. Riječ je bila o j ulici u šibenskoj Varoši u kojoj su odrasli poznati hrvatski glazbenici Mišo Kovač, Arsen Dedić i Vice Vukov te mnogi drugi.
U drugoj epizodi "Ljudi koji se smiju", premijerno emitiranoj 23. rujna 2018., prikazan je splitski Varoš. Govore Feđa Klarić, Tonka Alujević, Zoran Vulić, Bogdan Kragić, Rato Tvrdić, Nataša Bebić, Ivica Šurjak, Ante Ivković, pojavljuju se još i drugi. Pripovijeda se o Miljenku Smoji, ribaru Šantu, Anti Vuliću, Scenaristi epizode su Zvonimir Rumboldt i Ivan Živković. Glazbene komade u epizodi izveli su Oliver Dragojević, Tereza Kesovija, Daleka obala, Toma Bebić, dio arije iz Spliskog akvarela i dr.

## Vanjske poveznice
- HRT prikazuje Trailer filma
- Varoški amarcord Facebook
- Jordanka Grubač: legendarni kvartovi Šibenčanin Ivan Živković Žika radi serijal filmova: Poker dalmatinskih Varoša na Prisavlju, Šibenski list, 2. svibnja 2018.